# Archichauliodes pinares
Archichauliodes pinares (лат.) — вид большекрылых насекомых рода Archichauliodes из семейства Коридалиды (Corydalidae). Встречаются в Чили (Южная Америка).

## Описание
Длина передних крыльев самца около 3 см. От близких групп (в Чили встречается Archichauliodes chilensis Kimmins, 1954) отличается следующими признаками: постеромезальные места крепления мышц на голове бледные, а латеральные места крепления мышц тёмные. Пенис имеет удлинённую, двулопастную вершину и лишен латеральных пунктур. В переднем крыле передняя ветвь жилки 2А остаётся отдельной от жилки 1А, так что ячейка А1 закрыта на своём дистальном конце поперечной жилкой между жилками 1А и 2А. Антенны нитевидные. На девятом брюшном сегменте отсутствуют гоностили.